# Љубомир Врачаревић
Љубомир Врачаревић (Вараждин, 6. мај 1947 — Београд, 18. новембар 2013) био је српски спортиста, мајстор и творац реалног аикидоа, црни појас 10. дан.

## Биографија
Он је оснивач стила „Реални аикидо“. Љубомир Врачаревић је постао мајстор аикидоа 1971. године. Током свог првог боравка у Јапану вежбао у Хомбо дођоу код Кишомару Ујешибе, 10. Дан, сина оснивача Аикидоа Морихеји Ујешибе.
Поштујући достигнућа јапанских мајстора, изграђује свој стил примерен менталитету, конституцији и традицији људи поднебља са ког потиче.
Рад са полицијом и специјалним јединицама војске, подстакао га је да развија свој стил у правцу практичне примене, стално га надограђујући.
Током другог боравка у Токију 1993. године и вежбања у Јошинкан дођоу, школи мајстора Гозо Шиоде 10. Дан, увиђа исправност свог схватања аикидоа.
Међународну репутацију мајстор Врачаревић изградио је обучавајући јединице полиције, војске, служби обезбеђења, као и телохранитеље више државника. У току своје досадашње каријере одржао је више од 250 семинара широм света. Кроз клубове реалног аикидоа до сада је прошло више од 130.000 ученика.
Област обучавања којој придаје велику пажњу је рад са децом од 5 до 12 година. 
Аутор је 12 књига о реалном аикидоу и самоодбрани.
Мајстор Врачаревић је инструктор у ИБССА, професор на Високој школи за спорт у Београду, редован је члан Руске академије наука о Земљи и Интернационалне академије за националну безбедност. Такође је носилац других међународних признања:Технички Директор Руске Асоцијације за Реални Аикидо, члан Евро-Азијског Кјокушинкаи Комитета, Почасни председник Вушу Федерације област Шенуанг - Кина, Почасни члан ММА. Међународна академија за питања националне безбедности Русије, доделила му је чин генерал-лајтант.
У САД 2002. године изабран је за члана United States Martial Arts Hall of Fame.
На церемонији куће славних United States Martial Arts Hall of Fame 9. августа 2003. Љубомиру Врачаревићу је додељено највеће звање у борилачким вештинама: Црни појас 10. Дан-Соке као творцу стила Реални аикидо. Реални аикидо је увршћен у интернационалну класификацију борилачких вештина као аутентична српска вештина. Мајстор Врачаревић је 2007. године у Београду основао Европску кућу славних за борилачке вештине и спортове.
Преминуо је 18. новембра 2013. године у 67. години живота.

## Занимљивости
Остварио је епизодне улоге у филмовима Како је пропао рокенрол (Нинџа инструктор) и Шејтанов ратник (инструктор Реалног Аикидоа).